# 小川修次
小川 修次（おがわ しゅうじ、1913年9月18日 - 2008年1月16日）は、日本の実業家。日本特殊陶業取締役社長や、同社取締役会長を務めた。

## 経歴・人物
三重県伊勢市出身。三重県立宇治山田中学校（現三重県立宇治山田高等学校）を経て、1935年名古屋高等商業学校（現名古屋大学経済学部）卒業、日本碍子入社。1936年日本特殊陶業に転勤。1961年日本特殊陶業取締役。1965年日本特殊陶業常務取締役。1971年日本特殊陶業専務取締役。1972年日本特殊陶業取締役副社長。1973年日本特殊陶業取締役社長。1977年森村商事取締役。1978年藍綬褒章受章。1979年昭和法人会会長。同年ブラジル連邦共和国サンフランシスコ勲章グラン・クルース章受章。1980年日本碍子取締役。1981年ノリタケカンパニーリミテド取締役。1983年勲二等瑞宝章受章。1985年日本特殊陶業取締役会長。1993年日本特殊陶業取締役相談役。